# Donja Obrijež
Donja Obrijež – wieś w Chorwacji, w żupanii pożedzko-slawońskiej, w mieście Pakrac. W 2011 roku liczyła 235 mieszkańców.